# Pidżama Porno
Pidżama Porno este o trupă de punk rock originară din Poznań, Polonia.

## Componență
Membri actuali
- Krzysztof „Grabaż” Grabowski – voce
- Andrzej „Kozak” Kozakiewicz – chitară electrică
- Rafał „Kuzyn” Piotrowiak – baterie

Foști membri
- Sławek „Dziadek” Mizerkiewicz – chitară electrică (pînă în 2014)
- Julian „Julio” Piotrowiak – chitară bas (pînă în 2014)
- Bartosz "Ropuch" Ciepłuch – chitară electrică
- Jacek Kąkolewski – chitară bas
- Piotr Filary – clape, chitară electrică

## Discografie

### Albume de studio
| 1989                          | Ulice jak stygmaty - Data: 30 noiembrie 1989 - Label: Lewy Front                   | —  |
| 1990                          | Futurista - Data: 18 iunie 1990 - Label: MAMI Tapes                                | —  |
| 1997                          | Złodzieje zapalniczek - Data: 17 februarie 1997 - Label: S.P. Records              | 49 |
| 1998                          | Styropian - Data: 28 septembrie 1998 - Label: S.P. Records                         | —  |
| 1999                          | Ulice jak stygmaty - absolutne rarytasy - Data: 7 iunie 1999 - Label: S.P. Records | —  |
| 2001                          | Marchef w butonierce - Data: 23 aprilie 2001 - Label: S.P. Records                 | 4  |
| 2004                          | Bułgarskie Centrum - Data: 20 septembrie 2004 - Label: S.P. Records                | 3  |
| "—" poziția nu a fost notată. |                                                                                    |    |

### Single-uri
| 1997                          | Bal u senatora '93                            | —  | —  |
| 1997                          | Ezoteryczny Poznań                            | —  | —  |
| 1998                          | Do nieba wzięci                               | —  | 18 |
| 1998                          | Gdy zostajesz u mnie na noc                   | —  | —  |
| 1998                          | Outsider                                      | —  | 9  |
| 1999                          | Katarzyna ma katar                            | —  | 29 |
| 2001                          | Twoja generacja                               | 25 | 11 |
| 2001                          | Tom Petty spotyka Debbie Harry                | 33 | 38 |
| 2001                          | Bon ton na ostrzu noża                        | —  | —  |
| 2004                          | Wirtualni chłopcy                             | 15 | 18 |
| 2004                          | Nikt tak pięknie nie mówił że się boi miłości | 12 | 1  |
| 2007                          | Czekając na trzęsienie ziemi                  | 17 | 17 |
| "—" poziția nu a fost notată. |                                               |    |    |